# 23722 Гулак
23722 Гулак (23722 Gulak) — астероїд головного поясу, відкритий 20 квітня 1998 року.
Тіссеранів параметр щодо Юпітера — 3,579.